# Samira El Haddad
Samira El Haddad (* 30. Juni 1979 in Marokko) ist eine marokkanische Boxerin.
Bei den Afrikanischen Boxmeisterschaften 2010 in Yaoundé gewann sie die Silbermedaille in der Klasse unter 75 kg.